# Agonocryptus amoenus
Agonocryptus amoenus là một loài tò vò trong họ Ichneumonidae.